# William James
För andra betydelser, se William James (olika betydelser).
William James, född 11 januari 1842 i New York, död 26 augusti 1910 i Tamworth i New Hampshire, var en amerikansk filosof och psykolog. Tillsammans med Charles Sanders Peirce och John Dewey räknas han till stora pragmatikerna. Vid sidan av Wilhelm Wundt betraktas han som en av den moderna psykologins fäder. Han var äldre bror till författaren Henry James. 

## Biografi
James tillbringade sina uppväxtår på resor i Amerika och Europa, i sällskap med fadern, den originelle swedenborgaren Henry James den äldre. Han utbildade sig en tid till målare, och studerade 1861–1869 naturvetenskap och blev 1869 medicine doktor vid Harvard University. År 1872 blev han lärare i anatomi och fysiologi vid Harvard, och var sannolikt den förste som år 1875 föreläste och demonstrerade fysiologisk psykologi i USA. År 1876 inrättade James ett psykologiskt laboratorium, och han var 1880–1897 professor i filosofi (1889–1897 nominellt i psykologi). År 1892 kallade han Hugo Münsterberg att överta psykologin och ägnade sig sedan mestadels åt metafysiska och kunskapsteoretiska problem.
Bland hans litterära verk märks Principles of Psychology (två band, 1890, sammandragen till Psychology 1892), The Will to Believe (1897, Viljan att tro), Talks to Teachers (1899, Några av själslivets problem), Varieties of Religious Experiences (1902, Den religiösa erfarenheten), Pragmatism (1907), The Meaning of Truth (1909), A Pluralistic Universe (1909), Some Problems of Philosophy (1911). James Memories and Studies (1911, svensk översättning i urval 1919) och Letters (två band 1920) utgavs av sonen Henry James och Collected essays and reviews av Ralph Barton Perry 1920.
William James var en förespråkare för den funktionalistiska skolan i psykologi, och den pragmatiska skolan i filosofi. Han har i hög grad bidragit till religionspsykologin, och bland annat var han en av försvararna av den religiösa erfarenheten. James religionspsykologi är präglad av pragmatism och fenomenologi. James anslutning till pragmatismen är synlig bland annat i hans uppfattning att en sannings värde ligger i huruvida den som tror på den har nytta av det eller ej. Han skapade teorin om att det finns två sorters människotyper: "Healthy minded" och "Sick soul".